# Neoalsomitra sarcophylla
Neoalsomitra sarcophylla är en gurkväxtart som först beskrevs av Nathaniel Wallich, och fick sitt nu gällande namn av Hutchinson. Neoalsomitra sarcophylla ingår i släktet Neoalsomitra och familjen gurkväxter. Inga underarter finns listade i Catalogue of Life.